# 一平垣乡
一平垣乡，是中华人民共和国山西省临汾市尧都区下辖的一个乡镇级行政单位。

## 行政区划
一平垣乡下辖以下地区：
一平垣村、卓里村、辛店村、岭上村、张家庄村、赤河村、丁家庄村、阎马庄村、官道尧村、郑家庄村、蟒王村、核桃凹村、段家凹村、坂底村、杨家坡村、阎马河村、料江胡同村、房家凹村、罗家圪塔村和连家尧村。